# Temporada 1994-1995 del FC Barcelona (femení)
La temporada 1994-95 és la 7a en la història del Club Femení Barcelona.

## Desenvolupament de la temporada
Les jugadores queden setenes classificades a la Lliga Nacional, mentre que a la Copa de la Reina són eliminades a setzens de final.

## Jugadores i cos tècnic

### Plantilla 1994-95
La plantilla i el cos tècnic del primer equip per a l'actual temporada (manca informació) són els següents:
| N. | Pos. | Nac. | Jugador          |
| -- | ---- | --- | ---------------- |
| —  | POR  | [[Fitxer:Flag of Catalonia.svg\|23x15px\|border \|alt=Catalunya\|link=Selecció de futbol de Catalunya\|{{#if:\|]] | Roser Serra      |
| —  | DEF  | [[Fitxer:Flag of Catalonia.svg\|23x15px\|border \|alt=Catalunya\|link=Selecció de futbol de Catalunya\|{{#if:\|]] | Judith Corominas |
| —  |      | [[Fitxer:Flag placeholder.svg\|23x15px\| \|alt=\|link=Selecció de futbol\|{{#if:\|]]                              | Elisabet Cólera  |

| N. | Pos. | Nac.                                                                                 | Jugador           |
| -- | ---- | ------------------------------------------------------------------------------------ | ----------------- |
| —  |      | [[Fitxer:Flag placeholder.svg\|23x15px\| \|alt=\|link=Selecció de futbol\|{{#if:\|]] | Esther Torrecilla |
| —  |      | [[Fitxer:Flag placeholder.svg\|23x15px\| \|alt=\|link=Selecció de futbol\|{{#if:\|]] | Esther Inglés     |

### Cos tècnic 1994-95
- Entrenador:  Luis de la Pena

## Partits
Victòria       Empat       Derrota

### Lliga
| 25 de setembre de 1994 | Club Deportivo Oroquieta Villaverde | 1-1   | Club Femení Barcelona | Madrid, Comunitat de Madrid |  |
| Jornada 1              |                                     | [ 2 ] |                       |                             |  |

| 2 d'octubre de 1994 | Club Femení Barcelona | 2-1   | Club de Fútbol Femenino Parque Alcobendas | Barcelona, Catalunya                        |  |
| Jornada 2           |                       | [ 2 ] |                                           | Zona Esportiva del FC Barcelona Catalunya · |  |

| 9 d'octubre de 1994 | Club Deportivo Sondika (femení) | 4-3   | Club Femení Barcelona | Sondika, Euskadi |  |
| Jornada 3           |                                 | [ 2 ] |                       |                  |  |

| 16 d'octubre de 1994 | Club Femení Barcelona | 3-4   | Club de Fútbol Femenino Tradehi | Barcelona, Catalunya                        |  |
| Jornada 4            |                       | [ 2 ] |                                 | Zona Esportiva del FC Barcelona Catalunya · |  |

| 23 d'octubre de 1994 | Club Deportivo Anaitasuna (femení) | 0-1   | Club Femení Barcelona | Azkoitia, Euskadi |  |
| Jornada 5            |                                    | [ 2 ] |                       |                   |  |

| 30 d'octubre de 1994 | Club Femení Barcelona | 0-2   | Añorga Kirol eta Kultur Elkartea | Barcelona, Catalunya                        |  |
| Jornada 6            |                       | [ 2 ] |                                  | Zona Esportiva del FC Barcelona Catalunya · |  |

| 6 de novembre de 1994 | León Fútbol Femenino | 1-2   | Club Femení Barcelona | Lleó Castella i Lleó |  |
| Jornada 7             |                      | [ 2 ] |                       |                      |  |

| 13 de novembre de 1994 | RCD Espanyol (femení) | 2-1   | Club Femení Barcelona | Barcelona, Catalunya |  |
| Jornada 8              |                       | [ 2 ] |                       |                      |  |

| 20 de novembre de 1994 | Club Femení Barcelona | 1-3   | Centre d'Esports Sabadell Futbol Club (femení) | Barcelona, Catalunya                        |  |
| Jornada 9              |                       | [ 2 ] |                                                | Zona Esportiva del FC Barcelona Catalunya · |  |

| 27 de novembre de 1994 | Club Femení Barcelona | 0-3   | Club Deportivo Oroquieta Villaverde | Barcelona, Catalunya                        |  |
| Jornada 10             |                       | [ 2 ] |                                     | Zona Esportiva del FC Barcelona Catalunya · |  |

| 11 de desembre de 1994 | Club de Fútbol Femenino Parque Alcobendas | 2-2   | Club Femení Barcelona | Alcobendas, Comunitat de Madrid |  |
| Jornada 11             |                                           | [ 2 ] |                       |                                 |  |

| 18 de desembre de 1994 | Club Femení Barcelona | 3-1   | Club Deportivo Sondika (femení) | Barcelona, Catalunya                        |  |
| Jornada 12             |                       | [ 2 ] |                                 | Zona Esportiva del FC Barcelona Catalunya · |  |

| 8 de gener de 1995 | Club de Fútbol Femenino Tradehi | 1-1   | Club Femení Barcelona | Oviedo, Astúries |  |
| Jornada 13         |                                 | [ 2 ] |                       |                  |  |

| 15 de gener de 1995 | Club Femení Barcelona | 1-3   | Club Deportivo Anaitasuna (femení) | Barcelona, Catalunya                        |  |
| Jornada 14          |                       | [ 2 ] |                                    | Zona Esportiva del FC Barcelona Catalunya · |  |

| 29 de gener de 1995 | Añorga Kirol eta Kultur Elkartea | 6-1   | Club Femení Barcelona | Sant Sebastià, Euskadi |  |
| Jornada 15          |                                  | [ 2 ] |                       |                        |  |

| 5 de febrer de 1995 | Club Femení Barcelona | 3-2   | León Fútbol Femenino | Zona Esportiva del FC Barcelona Catalunya |  |
| Jornada 16          |                       | [ 2 ] |                      |                                           |  |

| 12 de febrer de 1995 | Centre d'Esports Sabadell Futbol Club (femení) | 1-1   | Club Femení Barcelona | Sabadell, Catalunya |  |
| Jornada 17           |                                                | [ 2 ] |                       |                     |  |

| 19 de febrer de 1995 | Club Femení Barcelona | 1-1   | Reial Club Deportiu Espanyol de Barcelona | Barcelona, Catalunya                        |  |
| Jornada 18           |                       | [ 2 ] |                                           | Zona Esportiva del FC Barcelona Catalunya · |  |

### Copa de la Reina
| 12 de març de 1995 | Centre d'Esports Sabadell Futbol Club (femení) | 1-1 | Club Femení Barcelona | Sabadell, Catalunya |  |
| 1/16 anada         |                                                |     |                       |                     |  |

| 19 de març de 1995 | Club Femení Barcelona | No es sap el resultat, però no es va avançar ronda | Centre d'Esports Sabadell Futbol Club (femení) | Barcelona, Catalunya                        |  |
| 1/16 tornada       |                       |                                                    |                                                | Zona Esportiva del FC Barcelona Catalunya · |  |